# 鉄拳 ブラッド・ベンジェンス
『鉄拳 ブラッド・ベンジェンス』（てっけん ブラッド・ベンジェンス、TEKKEN BLOOD VENGEANCE）は、鉄拳シリーズの3DCGアニメーション映画作品である。

## 概要
2011年の5月にドバイのイベントで本作の公開が発表され、日本では2011年9月3日に全国16都道府県21館で公開された。
日本に先駆け、全米では7月26日に380スクリーンでプレミア上映された。
本作とゲーム2本を1枚のブルーレイに収録した製品版『鉄拳ハイブリッド』が2011年12月1日に、そしてDVD版は同年12月22日に発売された。
さらに2012年2月16日には本作を収録したニンテンドー3DS用ソフト『鉄拳 3D プライム エディション』が発売された。

## ストーリー
風間仁率いる三島財閥と、仁の実の父親である三島一八率いるGコーポレーションの両組織は神谷真と呼ばれる男子学生を探していた。一八の右腕であるアンナ・ウィリアムズは真の身辺を調査すべく、三島高専に通う女子高生リン・シャオユウをスパイとし、彼女に真の通う京國校へ転校するように命じる。最初はこの申し出を断ったシャオだったが、仁も真を捜索していることが分かり、真を調査することで仁と接触することもできるのではと考え、この申し出を受ける。一方仁の右腕であり、アンナの実の姉でもあるニーナ・ウィリアムズはヒューマノイド・ロボットのアリサ・ボスコノビッチをGコーポレーションと同じ目的で京國校へと送り込むのであった。
こうして京國高へと転校し、真を探していたシャオはアリサと出会う。彼女が敵の組織から送り込まれたスパイであるとは知る由もなく、シャオはアリサと友情を育む。しかし、標的の真が何者かに誘拐されたとわかった途端、アリサは突然シャオに襲い掛かる。2人は闘うことを余儀なくされるが、その最中突然アンナとGコーポレーションの部隊が姿を現し、アリサを破壊しようとする。しかしシャオはアリサを助け、アンナに向かってGコーポレーションとの決別を宣言する。その姿を見てアリサも三島財閥からの命令を無視してシャオと行動を共にすることを決める。こうして2人は追われる身となるが、偶然通りかかった担任教師リー・チャオランの家を隠れ家として借りることでなんとか追手から逃れることに成功する。
シャオとアリサは独自の調査の末、ムーターレ実験という不死身の細胞、「M細胞」を産み出す実験が元三島高専の生徒であった神谷真とそのクラスメートを実験台として行われていたこと、そしてその不死身の力を得るため、三島財閥とGコーポレーションが唯一の生き残りである実験体、神谷真を狙っているという事実を発見する。さらにその実験は三島高専校長時代の三島平八によって行われていたことが分かった。
シャオとアリサは真が京都城に捕らわれていることを知り、急行する。到着した直後、同じく真が京都城に居ることをつきとめた仁と一八もその場に姿を現す。しかしそこに待っていたのは真だけではなく、三島平八もいた。真を誘拐したのは平八だったのだ。だが真は自分の体をめちゃくちゃにした平八に復讐するためにわざと平八のコマになることでこの場を作り出したのだという。その後真は平八に襲い掛かるが、力及ばず返り討ちにされてしまう。そして真は仁に後を託し、静かに息を引き取った。その後仁、一八、平八の三島家三代の男たちによる壮絶な三つ巴の戦いが始まる。最終的には仁が勝者となり、デビル化した一八を自身もデビル化して倒す。だが平八は京都城の地下に眠る精霊「木人」の力を自身のものとし、再度仁に襲い掛かる。平八は圧倒的なパワーで仁を追い詰めるが、最後の力を振り絞ったアリサの援護射撃を受けて怯んだところをデビル仁のビームを喰らい敗れる。そして仁はシャオに「次はお前が俺を倒しに来る日を待っている」と告げて飛び去って行った。
いくばくかの月日が流れた後、シャオとアリサは日常の学校生活に戻っていた。そして全世界を遊園地にすることで世界平和を実現するため、2人でThe king of iron fist tournament6に出場することを決意するのであった。

## 登場人物
本作では日本人以外のキャラクターにも日本の声優が起用されている。
- リン・シャオユウ（声 - 坂本真綾）

本作の主人公。三島高専に通う少女で、クラスは2年B組。Gコーポレーションから神谷真の身辺調査には適任の人物とみなされ、京國校へ転校するよう命じられる。
- アリサ・ボスコノビッチ（声 - 松岡由貴）

本作のもう1人の主人公。神谷真に思いを寄せる京國校の生徒。しかしその正体は仁の命により、ロシアのボスコノビッチ研究所で作られた戦闘用ロボット。
- 神谷真（声 - 宮野真守）

世界初の万能細胞「M細胞」を有する京國校の男子学生。元三島高専の生徒であり、仁とは部活で共に汗を流した友人であった。
- 風間仁（声 - 千葉一伸）

実の父親である三島一八率いるGコーポレーションと闘い続ける三島財閥の若き頭首。M細胞の鍵を握る神谷真が京都にいるという情報を掴み、右腕のニーナを通じてアリサを京都へと送り込む。
- 三島一八（声 - 篠原まさのり）

世界的複合企業体Gコーポレーション影の支配者。世界初の万能細胞であるM細胞を入手すべく、その鍵を握る神谷真が通う京國校に右腕のアンナを通じてシャオユウを送り込む。
- ニーナ・ウィリアムズ（声 - 田中敦子）

三島財閥の幹部。風間仁の右腕。三島財閥の頭首・風間仁から直々にスカウトされ、頭首専属のエージェントとして暗躍する。アンナの実の姉でもある。
- アンナ・ウィリアムズ（声 - 渡辺明乃）

Gコーポレーション幹部。三島一八の右腕。姉のニーナが三島財閥の仁にスカウトされたことを知り、敵対勢力のGコーポレーショントップ・三島一八専属のエージェントに自ら志願した。
- パンダ（声 - 武虎）

シャオユウのペット兼ボディーガードで親友でもあるが、むしろ母親のような目線で無茶ばかりするシャオに肝を冷やしている。
- リー・チャオラン（声 - 置鮎龍太郎）

京國校の教師で、シャオユウとアリサの担任。担当科目は歴史。近年京都で発見された地母神を祭る古墳を研究している。
- 巌竜（声 - 宇垣秀成）

三島高専の体育教師で、シャオユウの担任だった。学園の体育授業におけるシャオの度重なる破壊行為に頭を悩ませている。
- 三島平八（声 - 石塚運昇）

元三島財閥頭首にして元三島高専校長。現三島財閥党首風間仁の祖父であり、Gコーポレーションのトップ・三島一八の父。3年前、一八の策略にはまり命を落としたことになっていた。
- 木人（声 - 根本圭子）

京都城地下の古墳に眠る大地の精霊。